# Theobald Engelhardt
Theobald Mark Engelhardt (* 23. August 1851 in Williamsburg; † 1935 in Richmond Hills) war ein US-amerikanischer Architekt, der vor allem in Brooklyn tätig war.

## Leben
Engelhardt wurde im Jahr 1851 als Sohn deutscher Auswanderer in Brooklyn geboren. Seine Eltern, Philip und Katherina Engelhardt, waren in Folge der deutschen Revolution in die USA emigriert. Sein Vater arbeitete als Bauingenieur und Zimmermann in Brooklyn.
1856 ging er auf die Schule des Turnvereins in Williamsburg. Nach dem Schulabschluss arbeitete Engelhardt im Büro seines Vaters, bis dieser 1877 in den Ruhestand ging. Daneben arbeitete er als Sekretär für eine Bank- und Handelsgesellschaft. Um sich weiterzubilden, besuchte er Abendkurse am Brown’s Business College. Zwischen 1867 und 1869 war er Student am Cooper Institute. Hier schloss er als Bauzeichner und Architekt ab.
Später eröffnete er sein eigenes Architekturbüro an der 14 Fayette Street in Bushwick. 1885 zog er mit seinem Büro in ein von ihm selbst entworfenes Gebäude an 906 Broadway.
Neben seiner Tätigkeit als Architekt war Engelhardt im Laufe seines Lebens als Vorstandsmitglied in zahlreichen Organisationen tätig: German Savings Bank, People’s Bank of Brooklyn, German Hospital, Builders’ Exchange of the Eastern District, Brooklyn Board of Trade, Manufacturers’ and Dealers’ League of the City of New York und das Brooklyn Institute of Arts. 
Darüber hinaus war er in vielen Vereinen Mitglied, darunter unter anderem im Eastern District Turn Verein, in der Arion Singing Society, der Brooklyn League und dem Civic Club of the borough of Brooklyn. 
1915 zog er nach Richmond Hill, einem Bezirk von Queens. Dort lebte er bis zu seinem Tod im Jahr 1935.

## Objekte
Engelhardt entwarf etliche Objekte in der Region um Brooklyn und Bushwick, darunter etliche Gewerbe- und Industriegebäude, Brauereien und Wohnhäuser. Damit prägte er in bedeutendem Maße das Stadtbild Brooklyns um die Jahrhundertwende. Einige seiner Gebäude wurden unter Denkmalschutz gestellt. 
Engelhardts Stil orientierte sich am Rundbogenstil. Unter anderem folgende Gebäude wurden von ihm geplant:
| Auftraggeber                                  | Ort                     | Jahr          | Detail                                                                       | Denkmalschutz                                            |
| --------------------------------------------- | ----------------------- | ------------- | ---------------------------------------------------------------------------- | -------------------------------------------------------- |
| –                                             | Brooklyn                | 1889          | 122 & 124 Milton Street                                                      | Teil des Greenpoint Historic District                    |
| Arion Singing Society                         | Brooklyn                | 1886 und 1902 | 27 Arion Place, Vereinshaus und Erweiterung                                  | –                                                        |
| Catherina Lipsius                             | Bushwick                | 1899–1890     | Catherina Lipsius House                                                      | Denkmalschutz (2013)                                     |
| Eastern District Turnverein                   | Brooklyn                | 1902          | Bushwick and Gates Avenues                                                   | –                                                        |
| Eberhard Faber Pencil Company                 | Bushwick                | –             | 60-64 Kent Street                                                            | Teil des Eberhard Faber Pencil Company Historic District |
| Greenpoint Home for the Aged                  | Brooklyn                | 1886–1887     | 137 Oak Street                                                               | Teil des Greenpoint Historic District                    |
| Hygeia Ice Company Plant                      | Brooklyn                | 1902          | Kingsland and Lombardy Streets                                               | –                                                        |
| Maison au Candy Company                       | Brooklyn                | 1885          | Wiederaufgebaut in den 1970ern, mittlerweile die Cadman Plaza Artists Houses | Teil des Brooklyn Heights Historic District              |
| North American Brewing Company                | Brooklyn                | 1910          | Hamburg Avenue                                                               | –                                                        |
| Pirika Chocolate Factory                      | Crown Heights, Brooklyn | 1895          | Werkshalle                                                                   | –                                                        |
| St. John’s Evangelical Lutheran Church        | Brooklyn                | 1891          | 152-157 Milton Street                                                        | Teil des Greenpoint Historic District                    |
| St. Mark’s Evangelical Lutheran German Church | Brooklyn                | ca. 1890      | 626 Bushwick Avenue, Kirche und Schule                                       | –                                                        |
| Trinity German Lutheran Church                | Cobble Hill, Brooklyn   | 1905          | Degraw Street zwischen Clinton Street und Tompkins Place                     | –                                                        |
| Weidmann Cooperage                            | Brooklyn                | 1900          | 75 N. 11th St.                                                               | –                                                        |
| William Ulmer Brewery                         | Bushwick                | –             | Brauereikomplex                                                              | Denkmalschutz (–)                                        |